# 이세하라역
이세하라역(일본어: 伊勢原駅)은 일본 가나가와현 이세하라시에 위치한 오다큐 전철 오다와라선의 역이다. 역 번호는 OH 36이다.

## 역 구조
섬식 승강장 2면 4선의 지상역에서 교상 역사를 가진다. 화장실은 개찰을 들어가면 왼쪽에 있으며 오스토 메이트 대응이 된다. 개찰 외 화장실은 북쪽 출입구 계단을 내려오고 정면에 바로 공중 화장실이 1개소, 남쪽 출입구를 나와서 왼쪽으로 향하면 "이세하라 coma"와 병설된 형태로 1개소 있다.
에스컬레이터는 2008년 4월 20일부터 남쪽, 북쪽 출입구 양쪽으로 정비되었다. 엘리베이터는 승강장 ~ 개찰구 간, 개찰구 ~ 출입구 간을 각각 연결하는 것이 별개로 존재하고 남, 북쪽 출입구 양쪽으로 정비되었다. 개찰구를 나가면 왼쪽에 생소바 하코네가 있다.
2003년부터 2004년까지 개찰 내 배리어 프리화 공사를 하여 다기능 화장실과 엘리베이터가 설치되어 2008년 10월에는 상행 승강장에도 대합실도 설치되어 2012년에는 종전 3량 반 6량 편성분 밖에 없었던 플랫폼 상의 지붕이 10량 편성분까지 연장되었다. 그러나, 계단이나 개찰구가 좁고 역사나 플랫폼의 구조상 에스컬레이터를 설치하기 힘들다는 등의 문제점이 있다.
역사는 비좁은 데다 노후화되면서 시세와 나라의 도시 정비 교부금을 사용하고 남북연결통로의 확장이나 에스컬레이터 설치와 같은 개찰 외의 배리어 프리화 공사가 2009년 3월에 정비되었다. 이 공사의 관련에서 남쪽 빌딩에 입주하였던 Odakyu OX 이세하라점을 2006년 6월부터 문을 닫고 개축 공사를 했지만 2009년 4월 17일에 오다큐 마르쉐 이세하라로 재개관했다.
1984년 1월에 화물의 취급이 폐지되기 전까지는 1번 승강장 밖에 한 개의 선로가 있어 화물 열차의 발착으로 사용되고 있었다. 취급 품목은 주로 쌀이나 보리, 정맥 등에서 유개차가 사용되었다. 아시가라 역과 동시에 오다큐 전철에 1980년대까지 남은 화물 취급역이었다.

### 타는 곳
| 번호 | 노선       | 방향 | 뱅면                             | 비고                   |
| ---- | ---------- | ---- | -------------------------------- | ---------------------- |
| 1・2 | 오다와라선 | 하행 | 오다와라·하코네유모토 방면       |                        |
| 3・4 | 오다와라선 | 상행 | 사가미오노·신주쿠· 지요다선 방면 | 당역 시발은 1번 승강장 |

- 내측 2선(2,3번 승강장)이 주로 본선, 외측 2선(1,4번 승강장)이 대피선이다.
- 1,2번 승강장은 신주쿠 방향도 출발 신호기가 있는 이동선(하행 본선 → 상행 본선)과 함께 당역 회송 열차에 사용된다.
- 혼아쓰기 종착의 열차가 회송에 당역 1번 승강장에서 회차하는 경우도 있다.
- 급행이나 각역정차가 특급 로망스카를 대피하는 경우가 있다.
- 2011년 봄, 인근역의 아이코이시다 역과 함께 행선지 안내기가 설치되었다[1]. 이어, 2012년과 2013년에는 각 승강장의 지붕 증설 공사를 실시하였다[2].
- 역명판에는 2017년 6월 중순 LED조명이 달린 것으로 교환되었다. 또한, 동시에 역 구내 안내 표지판류가 모두 새로운 사양의 것으로 변경, 통일되면서 역명판 등 일본어와 한글 및 중국어(간체자) 병기되었다. 역명판 아래에는 "오야마 케이블카 하차역"으로 표기되고 있다.

## 역 주변
평일 아침 저녁으로 통근, 통학객, 평일 낮과 주말은 쇼핑 손님으로 성황이고 전형적인 대도시의 교외역이지만, 오야마 입구에 해당하는 북쪽 출입구에서는 봄부터 가을까지 휴일을 중심으로 등산객이나 등산객으로 붐빈다. 북쪽 출입구의 정면에는 오야마아후리 신사의 도리이가 있지만, 이쪽으로 가려면 북쪽 출입구에서 나오는 오야마케이블역 행 버스와 오야마 케이블로 갈아타고, 신사 아랫부분까지 약 1시간 반, 본사까지 약 3시간 걸린다.
복쪽 역사는 1980년대부터 재개발 구상이 있어, 재개발 사업은 2004년 3월에 중단되었으나 후계 사업으로 교통 기반 정비를 위한 연도 정비 도로 사업 계획이 나왔다. 그 여파로 건물의 개축, 신축에 엄두를 내지 못하는 상황이 오랫동안 계속되고 있어 주변의 빌딩 건물이 노후되었다.

### 기타구치
- 리소나 은행 이세하라 지점
- 요코하마 은행 이세하라 지점
- 이세하라시립 이세하라 초등학교
- 호텔 셀렉트 인 이세하라
- 오다큐 마르쉐 이세하라
- 오케이 스토어 이세하라점
- 가나가와현 경찰 이세하라 경찰서 이세하라역앞 파출소
- 아쓰기 가스 이세하라 영업소·이세하라 쇼 룸

### 미나미구치
- 미쓰이스미토모 은행 이세하라 지점
- 이세하라 사쿠라다이 우체국
- 이세하라시립 이세하라 중학교
- 이세하라시립 사쿠라다이 초등학교
- 이세하라 그린 팰리스 호텔
- 이세하라 제일 호텔
- 이토 요카도 이세하라점
- Odakyu OX 이세하라점
- 마키야 이세하라점
- 코지마 이세하라점
- 썬 드럭 이세하라점
- 닛폰 렌트카 이세하라역앞 영업소

## 역사
- 1927년
  - 4월 1일: 영업 개시.
  - 10월 15일: 급행이 설정되어 정차역이 됨.
- 1946년 10월 1일: 준급이 설정되어 정차역이 됨.
- 1967년: 교상역사화.
- 1984년 1월 31일: 화물 취급 폐지.
- 2004년 12월 11일: 쾌속급행이 설정되어 정차역이 됨.
- 2011년 2월: 역 구내 대합실 승강장에 행선지 안내기가 신설됨.
- 2016년 3월 26일: 특급 로망스카 중 아침 하행과 상행 몇 편성이 정차하는 특급 정차역이 됨.

## 인접역
| 오다큐 오다와라선              | 오다큐 오다와라선            | 오다큐 오다와라선                |
| ------------------------------ | ---------------------------- | -------------------------------- |
| OH 35 아이코이시다 신주쿠 방면 | ■ 쾌속급행 ■ 급행 ■ 각역정차 | 쓰루마키온센 OH 37 오다와라 방면 |
| OH 35 아이코이시다 아야세 방면 | ■ 준급                       | 시·종착역                        |